# Zafer Dinçer
Zafer Dinçer (* 1. Januar 1956 in Ödemiş) ist ein ehemaliger türkischer Fußballspieler und heutiger -trainer.

## Sportliche Karriere

### Im Verein
Zafer Dinçer begann seine Karriere in der Jugend von Ödemişspor. Dort spielte er bis 1975 und wechselte anschließend zu Galatasaray Istanbul. Für Galatasaray spielte Dinçer zwei Jahre lang und kam zu 31 Ligaspielen und erzielte zwei Tore.
Er wechselte zur Saison 1977/78 zu Orduspor. Hier kam er wie in der Spielzeit zuvor zu 26 Ligaspielen und traf zweimal das Tor. Es folgte eine Rückkehr zu Galatasaray und hier gewann er am Ende der Saison den Başbakanlık Kupası. Kurz nach diesem Erfolg ging Dinçer zu Çaykur Rizespor. Im Sommer 1981 verpflichtete Fenerbahçe Istanbul den Stürmer. In seiner ersten Spielzeit für die Gelb-Blauen kam er zu 20 Ligaeinsätzen und traf zweimal das Tor. 1982/83 waren es fünf Spiele und ein Tor. Trotz der wenigen Spiele wurde Dinçer am Ende der Saison türkischer Meister und Pokalsieger.
Sein letzter Vereinswechsel war zu Denizlispor. Dort spielte er fünf Jahre lang und kam zu 162 Erstligaspielen und 46 Tore.

### In der Nationalmannschaft
Zafer Dinçer spielte für die türkische U-21 von 1976 bis 1977.

## Trainerkarriere
Als Trainer war Dinçer für Muğlaspor, Mustafakemalpaşaspor, Aydınspor, Ödemiş Belediyespor und U-19 von Denizlispor tätig.

## Erfolge
Galatasaray Istanbul
- Türkischer Fußballpokal: 1976
- Başbakanlık Kupası: 1979

Fenerbahçe Istanbul
- Türkischer Meister: 1983
- Türkischer Fußballpokal: 1983